# Athaumasta sapporensis
Athaumasta sapporensis är en fjärilsart som beskrevs av Matsumura 1926. Athaumasta sapporensis ingår i släktet Athaumasta och familjen nattflyn. Inga underarter finns listade i Catalogue of Life.